# Vetlanda Speedway
Vetlanda Speedway – żużlowy klub z Vetlandy występujący w Elitserien. Został założony w 1946 roku. Na przestrzeni lat występował pod nazwami Njudungarna, VMS Elit oraz Elit Vetlanda. Obecna nazwa zespołu używana jest od 2018 roku. Vetlanda jest jedenastokrotnym zwycięzcą drużynowych mistrzostw Szwecji, co czyni ją drugim pod tym względem szwedzkim klubem żużlowym. Pierwsze drużynowe mistrzostwo Szwecji Vetlanda wywalczyła w 1976 roku, zaś ostatnie w 2015. 31 marca 2022 r. z powodu dużych problemów finansowych władze klubu ogłosiły jego upadłość. 
Vetlanda startowała również w World Speedway League 2015. Triumfowała w tych zawodach z dorobkiem 36 punktów.

## Osiągnięcia
- Drużynowe Mistrzostwa Szwecji:
  - złoto: 11 (1976, 1980, 1983, 1984, 1986, 1987, 2004, 2006, 2010, 2012, 2014 i 2015)
  - srebro: 12 (1967, 1968, 1969, 1977, 1978, 1979, 1981, 1982, 1984, 2005 i 2017)
  - brąz: 6 (1970, 1988, 1990, 1991, 1994 i 2019)
- World Speedway League:
  - złoto: 1 (2015)

## Znani i wyróżniający się zawodnicy
W nawiasie podano lata startów dla Vetlandy.
- Conny Samuelsson (1964–1999)
- Jan Andersson (1986–1990)
- Rune Holta (2003–2008)
- Tomas H. Jonasson (2004–2018)
- Jason Crump (2006–2012)
- Jarosław Hampel (2007–2015)
- Janusz Kołodziej (2010–2014)
- Bartosz Zmarzlik (2013–2021)
- Tai Woffinden (2014–2016)
- Artiom Łaguta (2016, 2018–2019)